# Кусіївська Дача (заказник)
Кусії́вська Да́ча — ботанічний заказник місцевого значення в Україні. Розташований у межах Городнянської міської громади Чернігівського району Чернігівської області, біля села Кусії.
Площа 1002 га. Статус присвоєно згідно з рішенням Чернігівської обласної ради від 11.04.2000 року. Перебуває у віданні ДП «Городнянське лісове господарство» (Рубізьке л-во, кв. 22-38, 62-64).
Статус присвоєно для збереження двох частин лісового масиву, місцями заболочених з високопродуктивними насадженнями дуба і сосни. У частині заказника на південь від села Кусії переважають насадження дуба, а також осики, вільхи, берези. У частині на північний схід від села переважають насадження сосни.